# Aeroportul Bambari
Aeroportul Bambari (IATA: BBY, ICAO: FEFM) este un aeroport din Republica Centrafricană ce deservește zona Bambari. A fost numit după zona deservită.
Situat la o altitudine de 474 m, aeroportul dispune de o singură pistă.